# 50th Anniversary Collection
Jethro Tull 50th Anniversary Collection ist ein Best-of-Album von Jethro Tull. Es enthält einige von Ian Anderson selbst ausgewählten Hits der Band aus den Jahren 1968–1987. Es ist eine Zusammenfassung des 3-Disc-Boxsets mit dem Titel 50 for 50 und hat das gleiche Titelbild, jedoch in Grün.

## Titel

### CD
1. Love Story (2001 remasterte Version)
2. Living in the Past (2001 remasterte Version)
3. Life Is a Long Song
4. Sweet Dream (2001 remasterte Version)
5. Witch’s Promise (2013 remasterte Version)
6. Aqualung
7. Dun Ringill (2004 remasterte Version)
8. Cross Eyed Mary
9. Bouree (2001 remasterte Version)
10. Bungle in the Jungle (2002 remasterte Version)
11. Steel Monkey (2005 remasterte Version)
12. Too Old to Rock ’N’ Roll (2005 remasterte Version)
13. Ring Out Solstice Bells
14. Farm on the Freeway (2005 remasterte Version)
15. Locomotive Breath[3][4]

### Schallplatte
Seite A
1. The Witch’s Promise
2. Sweet Dream
3. Life Is A Long Song
4. Living In The Past
5. Cross Eyed Mary

Seite B
1. Aqualung
2. Bouree
3. Bungle In The Jungle
4. The Whistler
5. Locomotive Breath

## Liste der Beteiligten
Text und Musik von
| Nr.         | Name                  | Name                       |
| ----------- | --------------------- | -------------------------- |
| CD, LP      | Ian Anderson, außer   |                            |
| CD 6, LP B1 | Jennie Anderson       | Ian Anderson               |
| CD 9, LP B2 | Johann Sebastian Bach | Ian Anderson (Arrangement) |

Musiker:
Ian Anderson, Mick Abrahams, Clive Bunker, Glenn Cornick, Barriemore Barlow, Martin Barre John Evan, Jeffrey Hammond-Hammond, Dave Pegg, John Glascock, Andrew Giddings, Doane Perry
Toningenieure:
Steven Wilson, John Wood